# Jhinjhana
Jhinjhana is een nagar panchayat (plaats) in het district Shamli van de Indiase staat Uttar Pradesh.

## Demografie
Volgens de Indiase volkstelling van 2001 wonen er 17.655 mensen in Jhinjhana, waarvan 54% mannelijk en 46% vrouwelijk is. De plaats heeft een alfabetiseringsgraad van 50%.